# Мухаммад аль-Бакир
Муха́ммад аль-Ба́кир (араб. محمد الباقر‎; 676, Медина — 743, Медина), полное имя Муха́ммад ибн ‘Али́ ибн аль-Хусе́йн ибн ‘Али́ ибн Абу Та́либ, известный также как Абу Джа́’фар или просто аль-Ба́кир (букв. «тот, кто открывает знание») — пятый шиитский имам, сын имама Зейн аль-Абидина. Его мать, Фатима Умм Абдуллах, была дочерью Хасана, что делает аль-Бакира первым имамом, который произошёл от обоих внуков Мухаммеда, а именно Хасана и Хусейна. Всю свою жизнь провёл в Медине и занимался изучением и разработкой шиитского религиозного права и догматики.

## Биография

### Родословная
Аль-Бакир происходил из выдающегося рода сеидов. Его отцом был Али ибн Хусейн, известный также под почётным титулом Зейн аль-Абидин, и его дедом по отцовской линии был Хусейн, в то время как его матерью была Фатима Умм Абдуллах, а его дедом по материнской линии был Хасан. Его деды, Хасан и Хусейн, были двумя старшими оставшимися в живых сыновьями Али от его первой жены Фатимы, дочери исламского пророка Мухаммеда.

### Имя
Почётный титул аль-Бакир — это сокращение от Бакир аль-‘ильм, что означает либо «тот, кто раскрывает знание» (выводит его на свет), либо «тот, кто обладает великими знаниями». Согласно Ибн Халликану, Мухаммад ибн Али получил почётный титул аль-Бакир (букв. «богатый») из-за обширного фонда знаний, которыми он обладал. Якуби, однако, пишет, что аль-Бакир получил этот титул, потому что раскрыл знание, тщательно исследуя его глубины. По верованиям шиитов, титул аль-Бакира был присвоен исламским пророком Мухаммедом. Шиит аль-Кулейни пишет, что единственный оставшийся в живых сподвижник пророка, Джабир ибн Абдуллах, обычно обращался к Мухаммаду ибн Али «О Бакир аль-‘ильм», рассказывая жителям Медины о пророчестве Мухаммеда: «О Джабир! ты встретишь мужчину из моей семьи, у которого будет то же имя и те же характеристики, что и у меня. Он широко раскроет знания». Согласно аль-Кулейни, Джабир впервые встретился с Мухаммадом ибн Али, когда последний был ещё ребёнком, и опознал его по описанию пророка. Подтвердив свою личность, Джабир подошёл к Мухаммаду ибн Али, поцеловал его в лоб и передал наилучшие пожелания пророка.
Другое шиитское повествование повествует о том, что халиф Хишам встретился со сводным братом аль-Бакира, Зейдом, и грубо назвал его аль-бакара (букв. «корова»). Зейд ответил, что именно пророк Мухаммед дал его брату титул аль-Бакир, а затем сделал выговор Хишаму за то, что тот выступил против пророка. Это повествование предполагает, по словам Лалани, что аль-Бакир был известен под этим титулом ещё до своего рождения.

### Рождение и ранняя жизнь
Аль-Бакир родился в Медине около 56 года хиджры (676 год нашей эры), примерно в то время, когда Муавия I работал над обеспечением халифата своего сына Язида I. Когда аль-Бакиру было три или четыре года, его семья пережила трагедию в Кербеле, где был убит его дед Хусейн силами Язида, наряду со многими его родственниками и сторонниками. В частности, аль-Якуби утверждает, что аль-Бакир также присутствовал в Кербеле. В юности аль-Бакир был свидетелем борьбы за власть между Омейядами, Абдуллахом ибн аз-Зубайром и различными шиитскими группировками, в то время как его отец, Зейн аль-Абидин, оставался политически спокойным. Аль-Бакир стал имамом после смерти своего отца в 94 или 95 году хиджры, и он тоже придерживался спокойного подхода, но, тем не менее, подвергался преследованиям со стороны омейядских правителей, как пишет Кольберг. Аль-Бакир, однако, пользовался определёнными свободами, поскольку Омейяды, по словам Табатабаи, были заняты междоусобицами и подавлением восстаний. Имам аль-Бакир стал центром растущей лояльности шиитов, поскольку многие делегации шиитов-куфанцев навестили его в Медине, чтобы посетить его преподавательский кружок и задать вопросы.

### Правление Абдул-Малика (685—705)
Говорят, что Абдул-Малик ибн Марван, пятый омейядский халиф, впервые выпустил исламскую золотую монету, заменившую византийские монеты, по предложению аль-Бакира. Шариф аль-Караши пишет, что Абдул-Малик консультировался с Мухаммадом аль-Бакиром по поводу писем с угрозами, которые получил от византийского императора после того, как Абдул-Малик запретил христианский девиз (Отец, сын и Святой Дух) на мусульманских территориях. В ответ византийский император пригрозил Абдул-Малику выгравировать оскорбительные слова в адрес Мухаммеда на византийских монетах. Когда Абдул-Малик проконсультировался по этому поводу с аль-Бакиром, последний предложил выпустить исламскую монету взамен византийского динария.

### Правление Умара II (717—720)
Умара II часто считают самым благочестивым омейядским правителем. Говорят, что он был благосклонно расположен к аль-Бакиру и после встречи с ним даже вернул Фадак Алидам.
Согласно Кольбергу, в повествовании, по-видимому, распространённом антиалидами и записанном Ибн Садом, аль-Бакир идентифицировал Умара II как махди, обещанного спасителя в исламе. Однако, согласно шиитскому источнику, аль-Бакир пророчествовал, что Умар станет халифом, сделает всё возможное для распространения справедливости и будет почитаем жителями земли после своей смерти, но проклят жителями небес, потому что узурпировал право имама на халифат.

### Правление Хишама (724—743)
По словам Кольберга, Хишам ибн Абдул-Малик несколько раз вызывал аль-Бакира в Дамаск и по крайней мере один раз держал его в тюрьме. Затем аль-Бакир был отправлен обратно в Медину с сопровождающими, которым было приказано не давать ему ни еды, ни воды. Аль-Бакир одержал победу в дебатах с Нафи, мавлой второго халифа Умара, который бросил вызов аль-Бакиру по просьбе халифа Хишама. Возможно, в другой раз, согласно Момену, Хишам вызвал аль-Бакира и его сына Джафара в Дамаск и потерпел от них поражение в споре о том, обладал ли Али знанием невидимого.

### Смерть

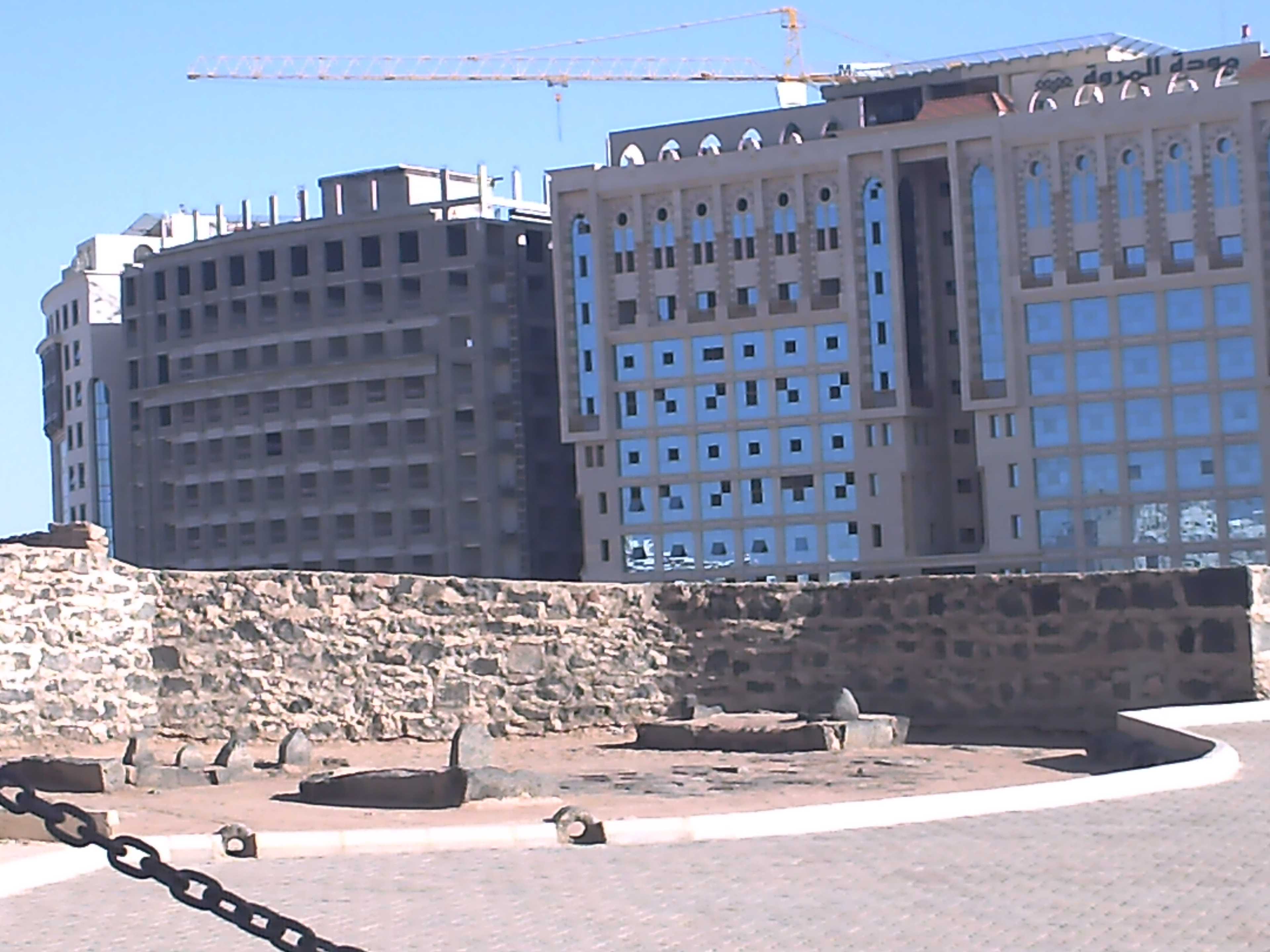
Осквернённая могила имама на кладбище аль-Баки в Медине

Хотя обычно сообщается о 114 (732) и 117 (735) годах хиджры, существуют значительные разногласия относительно даты смерти аль-Бакира, варьирующейся от 114 (732) года хиджры до 118 (736).
Как и другие имамы, аль-Бакир считается мучеником (шахидом) в шиитской вере, хотя существуют разные мнения о способе его смерти. Согласно одному сообщению, аль-Бакир был отравлен халифом Хишамом ибн Абдул-Маликом, в то время как в некоторых сообщениях говорится, что аль-Бакир умер во время правления преемника Хишама, аль-Валида II, или был отравлен Ибрахимом ибн аль-Валидом во время его короткого правления, чего также придерживается Табатабаи. Согласно ещё одному сообщению, аль-Бакир был отравлен своим двоюродным братом Зейдом ибн аль-Хасаном, который подсыпал яд в седло, на котором сидел аль-Бакир, когда ему не удалось отобрать у аль-Бакира контроль над наследством пророка. Аль-Бакир был похоронен на кладбище аль-Баки’ в Медине.

## Имамат

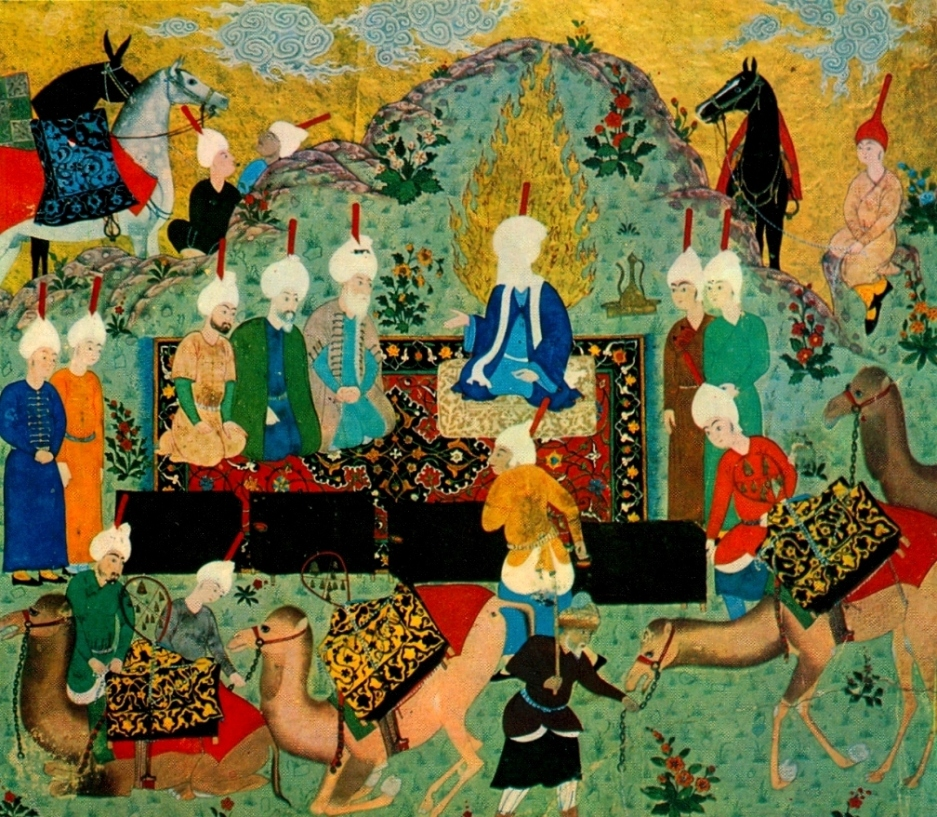
Хорасанские купцы перед имамом Мухаммадом аль-Бакиром

По словам пакистанского историка Х. М. Джафри, широко известно, что Зейн аль-Абидин назначил своего старшего сына Мухаммада аль-Бакира следующим имамом перед своей смертью. Лалани добавляет, что этой точки зрения придерживаются шиитские секты двунадесятников и исмаилитов. Предания, переданные двунадесятником аль-Кулейни, предполагают, что аль-Бакир получил оружие и книги пророка от своего отца в присутствии своих братьев, символизируя таким образом власть. В тот период также были популярны различные ветви кайсанитов. Они проследили происхождение имамата через Мухаммада ибн аль-Ханафию, сына Али, не являющегося фатимидом. Происхождение аль-Бакира от Фатимы, единственной оставшейся в живых дочери Мухаммеда, давало ему явное преимущество перед нефатимидскими претендентами на имамат.
Зейд, сводный брат аль-Бакира, также заявил о своих претензиях на имамат, заявив, что титул может принадлежать любому потомку Хасана или Хусейна, который образован, благочестив и восстаёт против тиранов своего времени. В этом на Зейда, возможно, повлияло учение мутазилита Васила ибн Ата, хотя двунадесятный автор Шариф аль-Кураши пишет, что Зейд в основном получил образование у своего отца, Зейн аль-Абидина. Аш-Шахрастани рассказывает о споре между двумя братьями, в котором Зейд заметил, что имам должен восстать против угнетателей, в то время как аль-Бакир напомнил ему, что его собственный отец, четвёртый шиитский имам, никогда не боролся за утверждение своих притязаний на имамат. Зейд также в некоторой степени согласился с точкой зрения большинства мусульман, признав халифаты Абу Бакра и Умара и приняв их правовую практику, хотя он по-прежнему считал Али лучшим кандидатом (аль-Афдаль). Первоначально активистский подход Зейда снискал ему большое количество последователей. Однако, поскольку он всё больше шёл на компромисс с традиционалистами, некоторые из сторонников Зейда, как говорят, вернулись к Мухаммаду аль-Бакиру. В конце концов, Зейд поднял оружие против Омейядов в 122 году хиджры и был убит в эль-Куфе войсками халифа Хишама. Сообщается, что аль-Бакир предостерегал Зейда от преждевременного восстания и даже предсказал, что он будет убит. После его смерти ряд других восстаний также приписывается движению зейдитов, продолжающемуся до наших дней. Влияние аль-Бакира на доктрины зейдитов было описано многими авторами как значительное.
В отличие от Зейда, аль-Бакир, как и его отец, выбрал политику молчания, и его теория имамата передавалась по наследству через божественное назначение (насс), независимое от внешних политических функций. Вместо этого, по словам Лалани, именно обширные знания аль-Бакира, его благородное происхождение, первородство и личность обеспечили аль-Бакиру его последователей. Аль-Бакиру приписывают закладку основ двунадесятного шиизма, и его имамат знаменует переход шиитов к тому, чтобы полностью полагаться на руководство своих имамов и отвергать постановления, от которых зависели остальные мусульмане. Многочисленные традиции, приписываемые аль-Бакиру и его многочисленным выдающимся ученикам, по словам Табатабаи, свидетельствуют о возможностях распространения шиитской мысли, которых не существовало до аль-Бакира.
Аль-Бакир также стремился обуздать влияние гулата, последователей, которые часто наделяли шиитских имамов божественностью и преувеличивали их убеждения и личности. Среди них был Мугира ибн Саид аль-Баджали, основатель секты мугиритов, который считал аль-Бакира божественным и был отвергнут им. Другим примером был Баян ибн Самаан, который, как сообщается, попросил аль-Бакира признать его пророком и имамом. Аль-Бакир также отмежевался от Абу-ль-Хаттаба, основателя секты гулатов в эль-Куфе, и его последователей.

### Чудеса
Некоторые чудеса приписываются аль-Бакиру. Сообщается, что он разговаривал с животными, возвращал зрение слепым и предсказывал будущие события, такие как смерть в битве его брата Зейда, поражение Омейядов и восшествие на престол аббасидского халифа аль-Мансура.

### Последовательность
Аль-Бакиру наследовал его старший сын Джафар ас-Садик. Согласно полемизирующему суннитскому источнику, шиитская секта бакиритов не смирилась со смертью аль-Бакира и ожидала его возвращения как махди, обещанного спасителя в исламе.